# Slottet, Forshaga

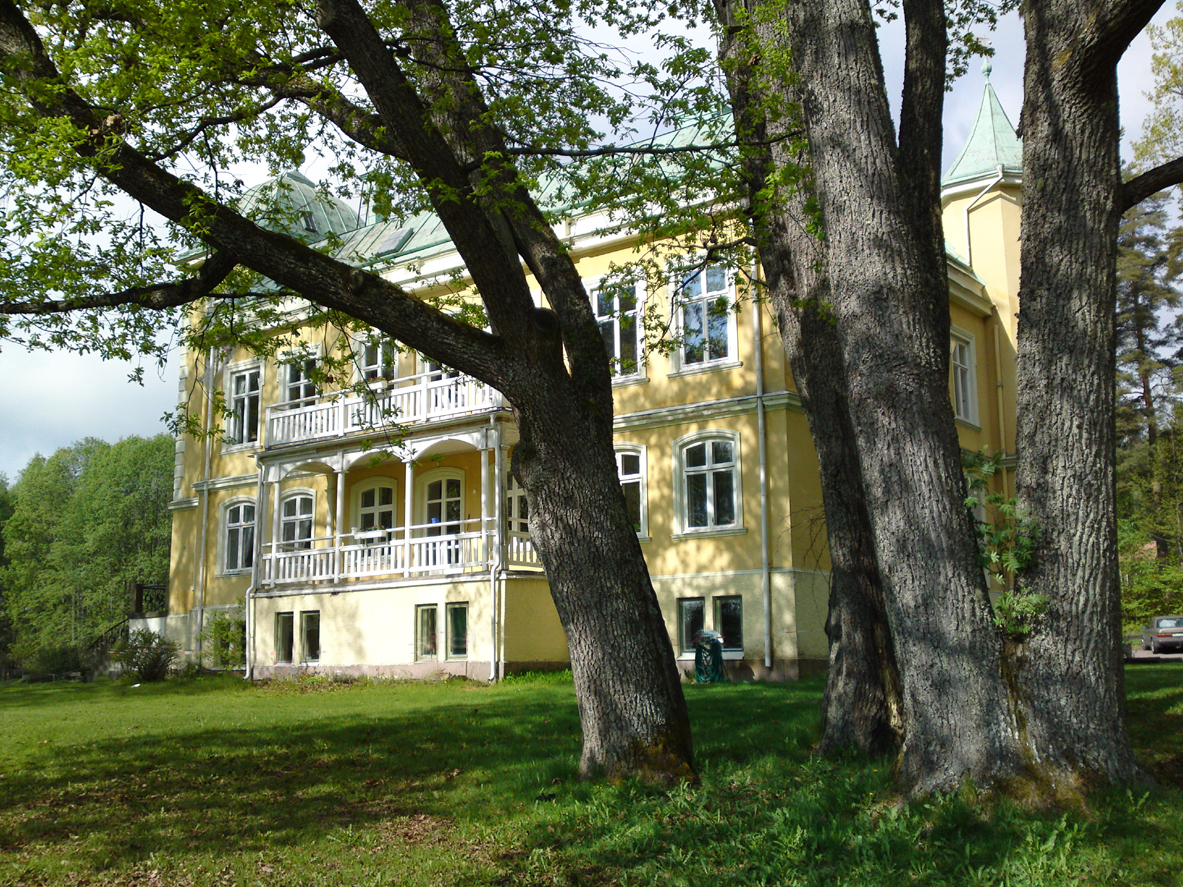
Slottet, Forshaga

Slottet är en före detta disponentvilla i Forshaga kommun, Värmland och invigdes 1882.
Det norra tornet är sexkantigt, och dess välvda tak är försett med en järnspira på vilket sitter en vimpel i stålplåt med årtalet 1882 utstansat.
Det södra större tornet är fyrkantigt. I den större undervåningen finns Slottets huvudentré med en stor altanen utanför, till vilken det går två åt varsitt håll svängda stentrappor.
På Slottets södra långsida - åt trädgården, finns två våningar försedda med stora balkonger utförda i trä med snickarglädje. Där ser man också den stora trädgården med gamla ekar och lindar. 

## Historia
Villan uppfördes som bostad åt dåvarande disponenten för Forshaga Aktiebolag. Genom ägarväxlingar under 1800-talet kom också Slottet att disponeras av olika fabrikschefer, från 1909 då AB Mölnbacka Trysil tagit över alla industrierna kring Forshagaforsen var det i många år bolagets disponentbostad. 
Under ett par år var det också vandrarhem i Svenska Turistföreningens regi. Även Telia hade under en tid verksamhet i Slottet.